# Sunday (cantante)
Jin Bo-ra (hangul: 진보라; Seúl, 12 de enero de 1987), conocida profesionalmente como Sunday, es una cantante y actriz surcoreana. Debutó en 2004 como solista en Japón con el lanzamiento de dos sencillos digitales y como miembro del grupo surcoreano The Grace en 2005. El grupo actualmente está disuelto, pero ella sigue destacando como cantante, actriz y actriz musical.

## Carrera
Debutó con el single digital "リラの片想い" (Rira no Kataomoi) el 10 de julio de 2004. Lanzó su último single "ウソツキBOY" (Usotsuki Boy) el 20 de abril de 2005. 
En 2005, firmó un contrato con la compañía discográfica SM Entertainment, se convirtió en miembro del grupo femenino surcoreano The Grace, en el que permaneció hasta la disolución del mismo en 2010.
En julio de 2011, junto con su compañera de grupo Dana, formaron la subunidad llamada The Grace - Dana & Sunday, lanzando  "One More Chance" (나 좀 봐줘) el 11 de julio. Su presentación debut fue el 8 de julio en KBS Music Bank El dúo lanzó la banda sonora "Now You" (지금 그대) para el drama Hooray for Love (애정만만세) el 23 de septiembre. También participaron en el octavo álbum de invierno de SM Town 2011 Winter SMTown – The Warmest Gift. Las dos interpretaron la canción "Amazing" el 13 de diciembre, seguido de la liberación de la canción "With Coffee Project Part 1" el 20 de diciembre. Sin embargo, esta subunidad solo estuvo activa durante ese año.
Después de una interrupción de cinco años de su carrera musical, volvió con el sencillo digital "보여 (Still)", una colaboración con Kim Tae-hyun, el 11 de noviembre de 2016 como parte del proyecto SM Entertainment  de SM Station.

## Discografía

### Banda sonora
| Título | Año  | Posiciones | Posiciones | Ventas                           | Álbum |
| Título | Año  | KOR Gaon   | JPN Oricon | Ventas                           | Álbum |
| --- | ---- | ---------- | ---------- | -------------------------------- | ----- |
| "Rira no Kataomoi" | 2004 | —          | 120        |                                  |       |
| "Usotsuki Boy" | 2005 | —          | 87         |                                  |       |
| Angels (ver. rock) " | 2007 | —          | —          | Billie Jean, Me Miran OST        |       |
| "I'm In Love" | 2007 | —          | —          | Amante de la OST                 |       |
| "Handel: Lascia Ch'io Pianga" | 2011 | —          | —          | Operastar 2011 Parte.1 (en Vivo) |       |
| "Strauss II: Die Fruhlingsstimmen Op. 410" | 2011 | —          | —          | Operastar 2011 Parte.2 (en Vivo) |       |
| "Gershwin: Summertime" | 2011 | —          | —          | Operastar 2011 Parte.3 (en Vivo) |       |
| "Still" (con Kim Tae-hyun de DickPunks) | 2016 | —          | —          |                                  |       |
| "—" denota versiones que no entraron en las listas o que no se han publicado en dicha región. "*" indica que el Gaon Chart fue renovado en este momento y las ventas digitales no contaron. |      |            |            |                                  |       |

## Filmografía

### Series de televisión
| Año  | Título          | Papel      | Red      | Nota                |
| ---- | --------------- | ---------- | -------- | ------------------- |
| 2011 | Opera Star 2011 | ella misma | tvN      | regular del reparto |
| 2012 | Oh My God x2    | Jin Bo-ra  | SBS Plus |                     |

### Programas de variedades
| Año  | Título              | Papel                                    |
| ---- | ------------------- | ---------------------------------------- |
| 2019 | King of Mask Singer | concursó como "Cupcake" - (ep. #209-210) |

### Teatro Musical
| Año  | Título                   | Papel               |
| ---- | ------------------------ | ------------------- |
| 2010 | Roca de la eternidad     | Sherrie             |
| 2011 | La marcha de la Juventud | Oh Young-shim       |
| 2012 | Pareja o Problemas       | Anna / Na Sang-shil |
| 2013 | High School Musical      | Sharpay             |
| 2014 | Cantando bajo la Lluvia  | Lina Lamont         |
| 2014 | Zorro                    | Luisa               |